# العشيش
العشيش، قرية من قرى محافظة ينبع والتابعة لمنطقة المدينة المنورة في السعودية، تقع في شمال شرق ينبع، بمسافة (90) كم. تجاورها من الشرق قرية الفقعلي وتبعد عنها مسافة 20 كلم، وقرية الأحمر من الغرب وتبعد عنها مسافة 20 كلم.